# Kargalı, Siverek
Kargalı là một xã thuộc huyện Siverek, tỉnh Şanlıurfa, Thổ Nhĩ Kỳ. Dân số thời điểm năm 2011 là 125 người.